# Лихтенау, Вильгельмина фон
Вильгельмина Энке, графиня Лихтенау (нем. Wilhelmine Enke (либо Encke); нем. Wilhelmine von Lichtenau; 29 декабря 1753, Потсдам — 9 июня 1820, Берлин) — любовница короля Пруссии Фридриха Вильгельма II. Получила прозвище «прусская Помпадур».

## Прусская Помпадур
Вильгельмина родилась в семье дессауского трубача Иоганна Элиаса Энке, королевского камерного музыканта на службе у Фридриха Вильгельма II, одновременного державшего трактир на Шпандауской улице в Берлине.

### Вильгельмина и король
Вильгельмина познакомилась с кронпринцем Фридрихом Вильгельмом в 1764 году. Королю Фридриху II прочная связь кронпринца с Вильгельминой Энке была милее, чем сменявшие друг друга романы с иностранками, и по приказу Фридриха II Вильгельмина стала официальной фавориткой кронпринца. Ей был предоставлен дом в Шарлоттенбурге и апанаж в 30 тыс. талеров в год.
В этой связи родилось пять детей, из которых трое умерли в раннем детстве. Любимый сын Фридриха Вильгельма II, граф Александр фон дер Марк (1779—1787), возведённый в дворянское сословие и рано умерший, остался в памяти следующих поколений благодаря надгробию, созданному Иоганном Готфридом Шадовом. Дольше прожила дочь, графиня Марианна фон дер Марк (1780—1814). В 1782 году Фридрих Вильгельм расторг официальные отношения и отдал Вильгельмину замуж за своего камердинера, в последующем тайного советника Иоганна Фридриха Рица (1755—1809). Отцовство одного или двоих детей, родившихся во время брака с Рицем, доподлинно не известно.

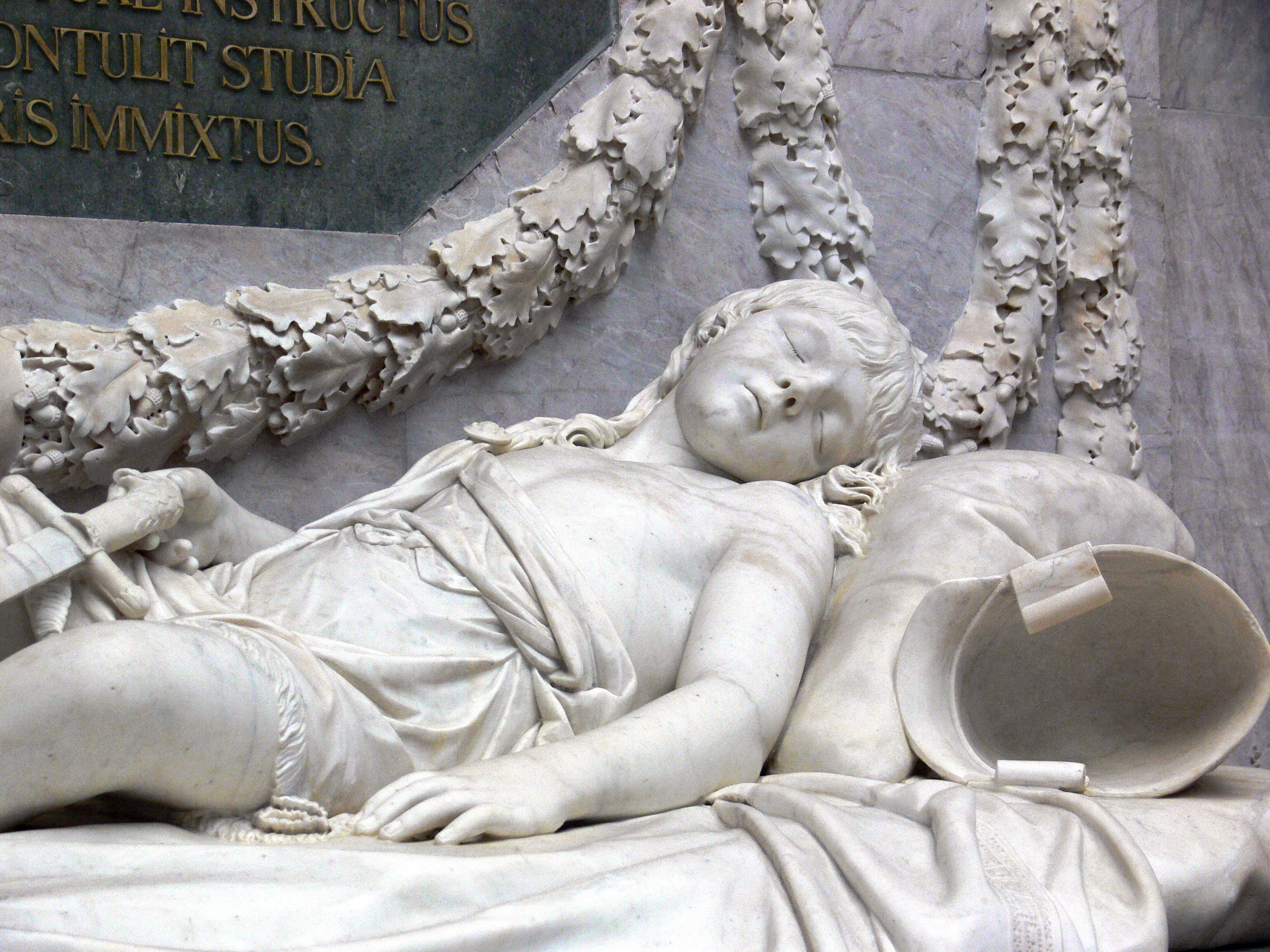
Надгробие на могиле Александра фон дер Марка работы Иоганна Готфрида Шадова

28 апреля 1796 года, за год до своей смерти, Фридрих Вильгельм II присвоил Вильгельмине титул графини Лихтенау. Для Вильгельмины началось строительство замка на острове Пфауэнинзель, в который Вильгельмине не удалось поселиться в связи со смертью короля.

### После смерти Фридриха Вильгельма II
После смерти отца Фридрих Вильгельм III незамедлительно распорядился о начале следствия в связи с государственной изменой Вильгельмины. Хотя следственные процедуры ничего не выявили, графиню Лихтенау подвергли аресту и отправили в ссылку в Глогау. В 1800 году всё её имущество было конфисковано, вместо этого ей была назначена пенсия. Лишь в 1811 году Вильгельмина была полностью реабилитирована, после вмешательства Наполеона ей было частично компенсировано её конфискованное имущество и разрешено вернуться в Берлин.
3 мая 1802 года в Бреславле 48-летняя «великолепная Вильгельмина» вышла замуж за театрального поэта Франца Игнаца фон Гольбейна, выступавшего также на сцене под псевдонимом Фонтано. Жених был моложе невесты на 26 лет. Спустя четыре года брак был расторгнут, но благодаря ему Гольбейн и его наследники (от двух его последующих браков) получили дворянство.
Вильгельмина умерла в 1820 году и была похоронена недалеко от своего дома на Унтер-ден-Линден в крипте церкви Святой Ядвиги. В 1943 году крипту освободили под бомбоубежище. Вместе с другими 80 известными персонами Берлина графиня Лихтенау в простом гробу была перезахоронена в церковном дворе на Лизенштрассе. В 1961 году Вильгельмину перезахоронили ещё раз, поскольку её могила оказалась на нейтральной полосе Берлинской стены.
В настоящее время эта нейтральная полоса превращена в парковую зону. На место, где захоронена Вильгельмина, с недавнего времени указывает памятная табличка. Рядом с ней захоронен известный меценат граф Атанас Рачинский.